# Eremophila dendritica
Eremophila dendritica är en flenörtsväxtart som beskrevs av Chinnock. Eremophila dendritica ingår i släktet Eremophila och familjen flenörtsväxter. Inga underarter finns listade i Catalogue of Life.